# Інґер Андерсен
Інґер Андерсен (нар. 23 травня 1958 р.) — данська економістка і еколог. У лютому 2019 року вона була призначена виконавчим директором Програми ООН з навколишнього середовища.
До свого призначення в ЮНЕП Андерсен була генеральним директором Міжнародного союзу охорони природи (IUCN), віце-президентом зі сталого розвитку Світового банку та головою Ради фонду CGIAR, а потім віце-президентом Світового банку з питань Близького Сходу і Північної Африки.

## Сім'я, молодість та освіта
Інгер Андерсен — дочка Аготи ла Кур Андерсен та Еріка Андерсена. Вона — онука данського історика та археолога Вільгельма ла Кура. Її братом був Ганс ла Кур, автор і режисер, відомий у світі вітрильного спорту та екологічних документальних фільмів.
Андерсен народилася в Єрупі, Данія. У 1977 році закінчила середню школу Midtfyns Gymnasium. У 1981 році Андерсен отримала ступінь бакалаврки в Політехніці Північного Лондона (нині Лондонський столичний університет), а в 1982 році отримав ступінь магістерки в Школі східних і африканських досліджень при Лондонському університеті зі спеціалізацією в галузі досліджень розвитку, зосередженої на економіці та розвитку.

## Кар'єра
У 1982 році Андерсен розпочала свою кар'єру в Судані, де вона спочатку працювала вчительклю англійської мови за фінансованою Великою Британією програмою вчителів англійської мови. У 1985 році вона приєдналася до SudanAid, відділу розвитку та надання допомоги Конференції католицьких єпископів Судану. Її робота була зосереджена на голоді, позбавленні від посухи та реабілітації.

### Об'єднані Нації
Андерсен працювала в Організації Об’єднаних Націй у Нью-Йорку протягом 12 років у Судано-Сахеліанському офісі ООН (UNSO) (нині Центр глобальної політики щодо стійких екосистем та опустелювання в Найробі), де вона опікувалася проблемами посухи та опустелювання. У 1992 році вона була призначена координаторкою Глобального екологічного фонду для БВВС в ПРООН, де вона керувала глобальним екологічним портфелем у 22 арабських країнах.

### Світовий банк
Андерсен приєдналася до Світового банку в 1999 році як координаторка міжнародного водного партнерства ПРООН та Світового банку з 1999 по 2001 рік. У наступні роки вона працювала на різних посадах, зосередившись на проблемах води, навколишнього середовища та сталого розвитку країн Близького Сходу та Північна Африка як її основного напрямку роботи.
З 2010 по 2011 рік Андерсен була віце-президентом Світового банку зі сталого розвитку та головою Ради Фонду CGIAR. Під час свого перебування на посаді вона керувала створенням Ради Фонду GCIAR та Консорціуму CG. Як віце-президент зі сталого розвитку Андерсен сформулювала ряд пріоритетів Світового банку, зокрема: продуктивність сільського господарства та підвищення продовольчої безпеки; інвестиції в інфраструктуру; стійкість до зміни клімату; зелений ріст; соціальна підзвітність; управління ризиками катастроф; і культура та розвиток.
Під час свого перебування на посаді директора сектору вона керувала розширенням аналітичної та інвестиційної підтримки Світового банку для підтримки розвитку стійкої інфраструктури для доступу до енергії, води та транспорту, а також інвестицій у сільське господарство та екологію. Особливий акцент вона зробила на необхідності зменшити кліматичний та водний стрес у регіоні, які, за її словами, становлять ключові загрози миру та стабільності.
У 2012 році Андерсен співголовувала на міжнародній зустрічі донорів Ємену в Ер-Ріяді з тодішнім міністром фінансів Саудівської Аравії Ібрагімом Абдулазізом Аль-Асафом. Будучи віце-президентом з БВСА, Андерсен також відверто висловлювався про гуманітарні наслідки війни в Газі в 2014 році і закликала до доступу до імпорту та свободи пересування в секторі Газа та на Західному березі, водночас наголошуючи на важливості взаємного забезпечення безпеки в обох країнах: Палестинських територіях та Ізраїлі. У 2011 році Андерсен представляла Світовий банк на зустрічах міністрів фінансів G8/G7 у Довілі, де намагалася надати додаткову підтримку арабському регіону.

### Міжнародний союз охорони природи
У січні 2015 року Андерсен була призначена генеральним директором Міжнародного союзу охорони природи (IUCN). Як генеральний директор, Андерсен відповідала за діяльність МСОП у його понад 50 офісах по всьому світу.
Під керівництвом Андерсен у 2016 році МСОП провів свій Всесвітній конгрес охорони природи на Гаваях (США). Конгрес 2016 року став найбільшою міжнародною природоохоронною подією, проведеною в Сполучених Штатах. Напередодні офіційного відкриття його відкрив президент Барак Обама.
Під час перебування на посаді Андерсен у МСОП вона наголошувала на важливості збереження природи в зусиллях щодо досягнення сталого розвитку. «Природа не є перешкодою для людських прагнень, а є важливим партнером, який пропонує цінний внесок у всі наші починання».

### UNEP
21 лютого 2019 року Генеральна Асамблея Організації Об'єднаних Націй обрала Андерсен виконавчим директором Програми ООН з навколишнього середовища (UNEP) на чотирирічний термін.

## Інші види діяльності

### Міжнародні організації
- Глобальний договір ООН, член правління[32]
- Програма ООН з навколишнього середовища (ЮНЕП), член Консультативного комітету з фінансових розслідувань

### Корпоративні ради
- Nespresso, член Консультативної ради з питань сталого розвитку (NSAB)[33]

### Некомерційні організації
- Мережа рішень для сталого розвитку (SDSN), член Ради лідерів високого рівня[34]
- Стала енергетика для всіх (SE4All), член Консультативної ради[35]
- Економіка екосистем та біорізноманіття (TEEB), член Консультативної ради[36]
- Всесвітній економічний форум (ВЕФ), довірена особа Глобального порядку денного з питань навколишнього середовища та безпеки природних ресурсів[37]
- Група водних ресурсів 2030 року, член Ради керуючих та Керівної ради[38]
- Eco Forum Global, член Міжнародної консультативної ради (EFG-IAC)
- Міжнародні ґендерні чемпіони (IGC), член[39]
- Міжнародний олімпійський комітет (МОК), член Комісії з питань сталості та спадщини[40]

## Вибрані публікації
- Andersen, I., and George Golitzen, K.,  eds. The Niger river basin: A vision for sustainable management [Архівовано 23 березня 2022 у Wayback Machine.]. World Bank Publications, 2005.
- Prof Wolf T., Aaron eds, 'Sharing Water, Sharing Benefits: Working towards effective transboundary water resources management: A graduate/professional skills-building workbook [Архівовано 1 серпня 2020 у Wayback Machine.]', UNESCO Oregon State University. 2010.
- Gladstone, W. et al. Sustainable Use of Renewable Resources and Conservation in the Red Sea and Gulf of Aden, Elsevier, Vol 42. 1999.
- Andersen, I. Healthy Oceans: The Cornerstone for A Sustainable Future [Архівовано 29 червня 2021 у Wayback Machine.], Impakter.com. 2017[41]

## Відзнаки та нагороди
- Міжнародна дорожня федерація 2013 року Професіонал року[42]
- Премія доктора Жана Майєра Університету Тафтса 2014[43]

## Зовнішні посилання
- Інгер Андерсен [Архівовано 27 липня 2015 у Wayback Machine.], МСОП
- Інґер Андерсен у соцмережі «Твіттер»